# Гевених
Гевених (нем. Gevenich) — община в Германии, в земле Рейнланд-Пфальц. 
Входит в состав района Кохем-Целль. Подчиняется управлению Ульмен.  Население составляет 668 человек (на 31 декабря 2010 года). Занимает площадь 7,12 км².